# Pokovování

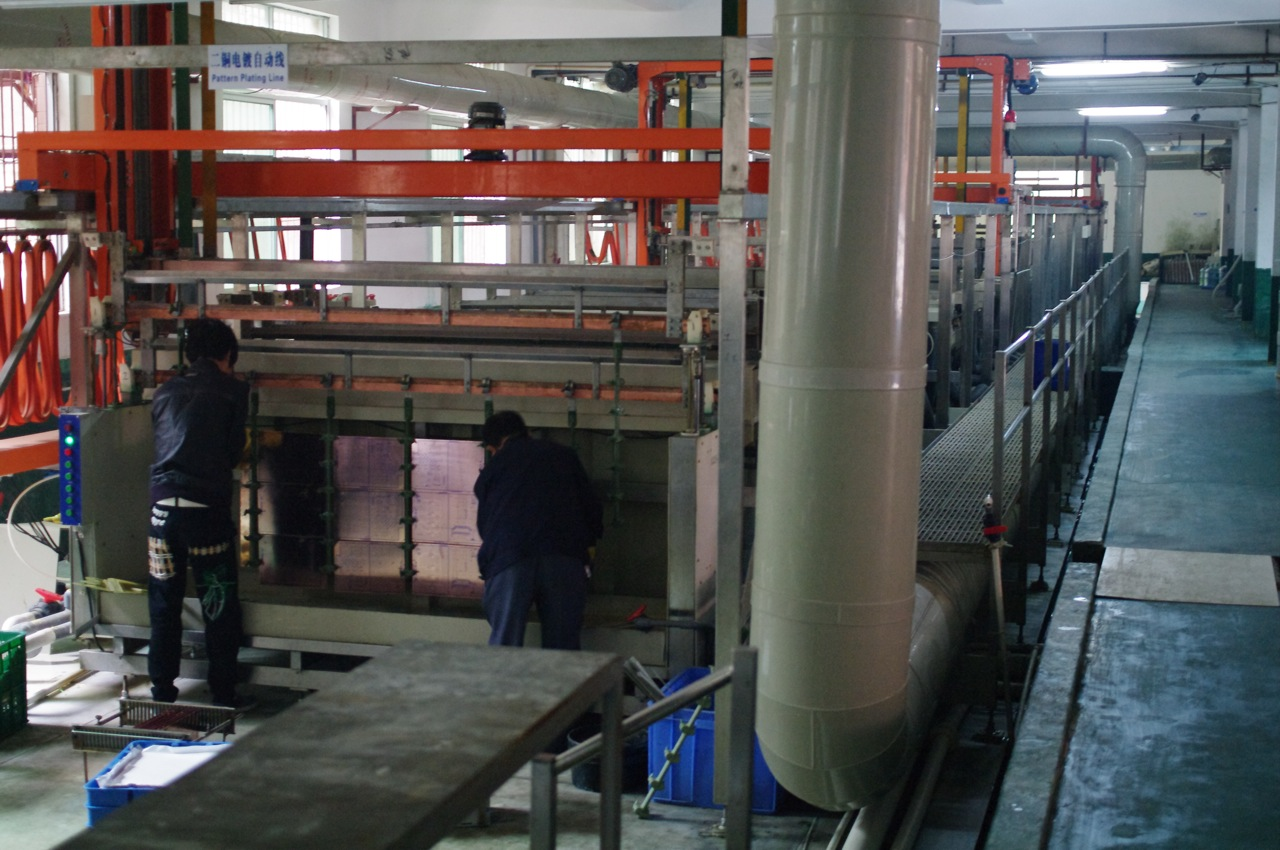
Průmyslové galvanické pokovování - galvanovna pro výrobu desek plošných spojů

Pokovování je jedna z metod povrchové úpravy kovů či jiných materiálů (například plastů). Je to dokončovací proces, při kterém je kov nanesen na povrch jiného materiálu. Princip pokovování nejčastěji spočívá v tom, že částečky určitého kovu, které jsou přítomny v roztoku jeho soli, se usadí na povrchu materiálu, který do tohoto roztoku vložíme.
Obvykle se provádí třemi způsoby - chemické pokovování (bez použití externí elektrické energie), galvanické pokovování (s použitím externí elektrické energie) a vakuové pokovování.
Pokovování se provádí již stovky let, ale je velmi důležité i pro moderní technologie. Nachází své využití i v nanotechnologiích, neboť v současnosti lze pokovit i objekty malé jako atom.

## Metody pokovování

### Chemické pokovování
Chemické pokovování (také autokatalytické pokovování, bezproudová depozice, bez použití externí elektrické energie) je proces, kdy se kov působením redukčního činidla vylučuje z roztoku soli na povrchu jiného předmětu. Kovová vrstva se vylučuje rovnoměrně po celém povrchu předmětu a dosažitelná tloušťka je kolem 10 mm. Činidlo je buď trvale obsažené v pokovovací lázni nebo je dodáváno až na speciálně upravený povrch předmětů.
Nejběžnější metodou bezproudé depozice je bezproudé niklování. Tímto způsobem mohou být také aplikovány stříbrné, zlaté a měděné vrstvy.

### Galvanické pokovování

Princip galvanického pokovování. Zde poměďování.

Galvanické pokovování (elektrolytické pokovování) je pokovovací proces, při kterém se kationty kovu v roztoku pohybují v elektrickém poli od anody ke katodě. Kationty kovu se na katodě z roztoku redukují a potahují ji tenkou vrstvou. V procesu se používá stejnosměrný proud. Při tomto procesu lze dosáhnout kovových povlaků o tloušťce pouhých setin milimetru nebo i několika milimetrů.
Příkladem galvanického pokovování může být stříbrný prsten, který se pokovuje rhodiem. Prsten se ponoří do roztoku síranu rhoditého, je připojen k zápornému náboji a stává se tak katodou. Anodu tvoří čisté rhodium. Jakmile dojde k uzavření obvodu, rhodium z roztoku putuje ke katodě a vytvoří povlak v řádech jednotek mikrometrů na stříbrném prstenu. Síranový aniont je přitahován k anodě a postupně s ní reaguje zpět na síran rhoditý. V důsledku toho rhodiová anoda mizí, a proto musí být doplňována. Po určité době je prsten pokryt vrstvou rhodia a proces může být ukončen.

### Vakuové pokovování

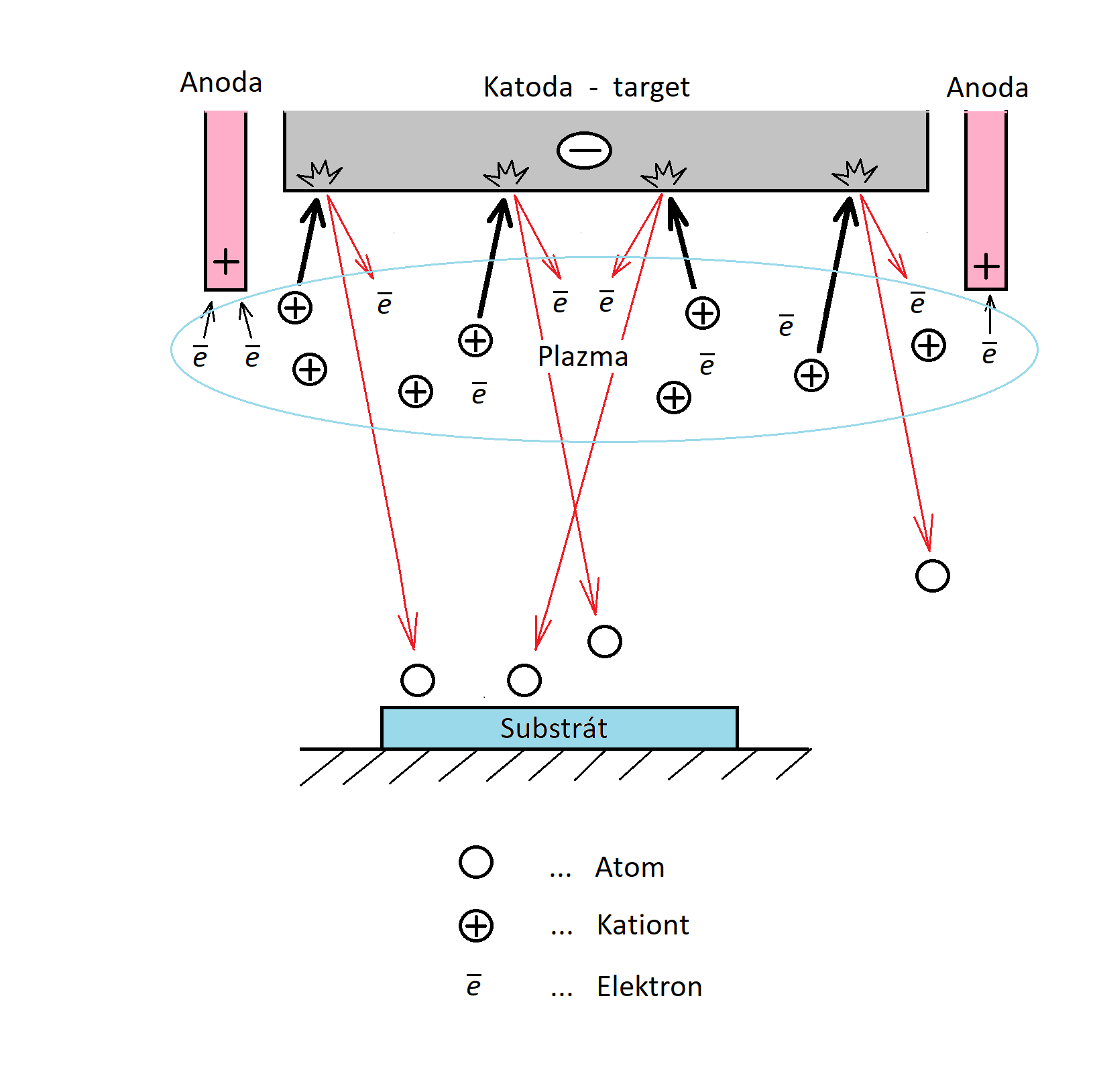
Princip naprašování. Argonové ionty bombardují target a vyrážejí z něho atomy, které pak dopadají na substrát (pokovovaný předmět)

Při vakuovém pokovování (také nanášení par ve vakuu, naprašování) dochází k napařování kovů na jiný materiál (obvykle plasty) za velmi nízkých tlaků (10–3 až 1 Pa) ve vakuu. Při této metodě musejí být předměty umístěny ve vzdálenosti menší, než je volná dráha molekul par kovu.
Ve vysokém vakuu lze nanášet velmi tenké kovové vrstvy na široké spektrum podkladových materiálů. Nanesená vrstva kovu  přesně kopíruje povrch výrobku. Pokovením se docílí vytvoření reflexní vrstvy nebo  dekorativního kovového vzhledu. Nejčastěji se nanáší hliník nebo chrom. Dosahované tloušťky vrstvy pokovení jsou 0,1 až 1 mm.
Zdokonalenou technologií klasického naprašování je magnetronové naprašování. Před terčem je vytvořeno magnetické pole definovaného tvaru elektromagnetem nebo permanentními magnety. Takové zařízení se nazývá magnetron.
Při reaktivním magnetronovém naprašování se spolu s pracovním plynem připouští do vakuové komory reaktivní příměs (například kyslík, dusík), které vytvářejí oxidy nebo nitridy v rozprašovaném materiálu.
Mezi hlavní výhody vakuového pokovování patří nízká teplota depozice, možnost deponovat široké spektrum různých materiálů, vysoká adheze a čistota vakuově nanášených vrstev.
Mezi nevýhody patří vyšší cena spojená s vakuovou aparaturou a vrstvu není možné rovnoměrně nanést na složitě tvarované součásti.

## Využití pokovování
Pokovování se používá při výrobě nejrůznějších předmětů nebo jejich finální úpravě. Pokovování chrání kovové povrchy před korozí za současného zvýšení jejich estetického vzhledu. Používá se k dekoraci předmětů, k potlačení koroze, ke zlepšení pájitelnosti, k vytvrzení, ke snížení tření, ke zlepšení přilnavosti barvy, ke změně vodivosti, ke zlepšení odrazivosti IR, k odstínění záření a pro další účely.
Některé příklady pokovování:
- Využití vakuového pokovování je především v automobilovém a sklářském průmyslu, optice, elektronice, k dekoračním účelům, ale i ve strojírenství.
- U šperků se obvykle používá pokovování, aby získaly stříbrný nebo zlatý povrch.
- Chromování se používá k pochromování chirurgických nástrojů i jiných zařízení používaných v medicíně (sterilizátory, zubařské nástroje a podobné předměty sloužící k vyšetření pacienta).
- V civilním životě nalezneme chromované předměty často ve vybavení koupelen, jako součást luxusních automobilových doplňků a v řadě dalších aplikací.

## Příklady kovů k pokovování

### Pozlacení
Pozlacení je metoda nanášení tenké vrstvy zlata na povrch skla nebo kovu, nejčastěji mědi nebo stříbra.
Pozlacení se často používá v elektronice, aby poskytlo korozivzdornou elektricky vodivou vrstvu na mědi, obvykle v elektrických konektorech a deskách s plošnými spoji. Při přímém pozlacení mědi mají atomy mědi tendenci difundovat přes vrstvu zlata, což způsobuje poškození jejího povrchu a tvorbu vrstvy oxidu/sulfidu. Proto musí být na měděný substrát nanesena vrstva vhodného bariérového kovu, obvykle niklu, čímž vznikne sendvič měď-nikl-zlato.

### Postříbření

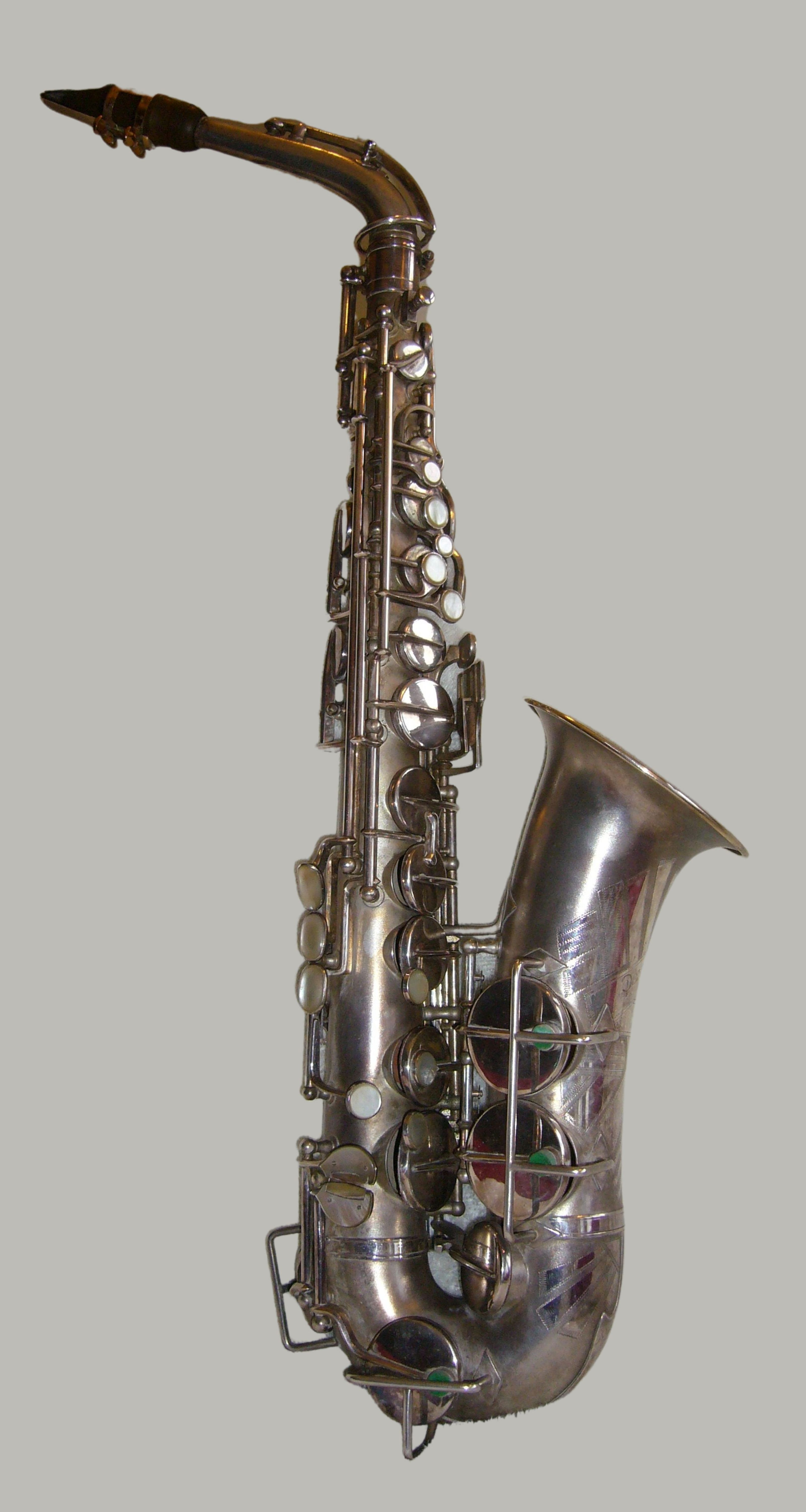
Postříbřený hudební nástroj

Stříbrné pokovování se používá od 18. století k zajištění levnějších verzí domácích potřeb, které by jinak byly vyrobeny z masivního stříbra (například příbory, nejrůznější nádoby nebo svícny).
V současnosti se postříbření používá především v elektronice (například pro pokovování mědi), protože jeho elektrický odpor je nižší. Variabilní kondenzátory jsou považovány za nejkvalitnější, pokud mají postříbřené desky.
V prostředí s vysokou vlhkostí může docházet u postříbřených předmětů k procesu známému jako červený mor. V takových prostředích (pokud je stříbrná vrstva porézní nebo obsahuje praskliny) podléhá podkladová měď rychlé galvanické korozi, odlupuje se od pokovování a obnažuje samotnou měď.

### Měděné pokovování
Pokovování mědi je proces elektrolytického vytváření vrstvy mědi na povrchu předmětu. Běžně se používá jako levnější alternativa k postříbření, protože je mnohem levnější než stříbro.

### Rhodiované pokovování
Rhodiové pokovování se někdy používá na bílé zlato, stříbro, měď nebo její slitiny. Na stříbro a měď se nejprve nanáší bariérová vrstva niklu, aby se zabránilo kontaminaci rhodiové lázně stříbrem a mědí, které se mírně rozpouštějí v kyselině sírové (obvykle přítomné v roztoku).

### Chromování
Chromování je dokončovací úprava pomocí elektrolytického nanášení chromu.
Nejběžnější formou chromování je tenký, dekorativní světlý chrom, který je nejčastěji 10μm vrstvou nad podkladovou niklovou deskou. Tenký a jasný chrom dodává zrcadlový povrch předmětům, jako jsou kovové rámy nábytku a obložení automobilů.
Silnější vrstvy do 1000 μm se nazývají tvrdý chrom a používají se v průmyslových zařízeních ke snížení tření a opotřebení. Tradiční roztok používaný pro průmyslové tvrdé chromování se skládá z přibližně 250 g/l CrO3 a asi 2,5 g/l SO4−.

### Zinkování
Zinkové povlaky zabraňují oxidaci chráněného kovu tím, že vytvářejí bariéru a působí při poškození povrchu jako obětní anoda. Nanesený oxid zinečnatý je jemný bílý prach, který nezpůsobuje narušení integrity povrchu předmětu a působí jako jeho ochrana před další oxidací.

### Pozinkování a niklování
Zinkování a niklování vytváří jeden z nejlepších dostupných povrchů odolných proti korozi. Nabízí více než 5krát větší ochranu než konvenční zinkování.
Toto pokovování využívá slitinu zinku a niklu (s obsahem niklu 10–15%) a některých variací chromanu. Používá se k ochraně oceli, litiny, mosazi, mědi a dalších materiálů.  

### Pocínování
Proces pocínování se ve velké míře používá k ochraně železných, ale i neželezných povrchů. Cín je užitečný kov pro potravinářský průmysl, protože je netoxický, tvárný a odolný proti korozi. Vynikající tažnost cínu umožňuje tvarování pocínovaného základního plechu do různých tvarů bez poškození povrchové cínové vrstvy. Poskytuje obětní ochranu pro měď, nikl a jiné neželezné kovy, ale ne pro ocel.
Cín je také široce používán v elektronickém průmyslu kvůli své schopnosti chránit základní kov před oxidací a tím zachovat jeho pájitelnost.

### Kadmiové pokovování
Kadmiové pokovování je široce používáno v některých aplikacích ve vojenském a leteckém průmyslu. Kvůli své toxicitě se však postupně vyřazuje.
Kadmiové pokovování se používá jako finální povrchová úprava nebo jako nátěrový podklad. Zajišťuje vynikající odolnost proti korozi i při relativně nízké tloušťce a ve slané atmosféře, měkkost a tvárnost, má dobrou mazivost a pájitelnost.

### Niklování

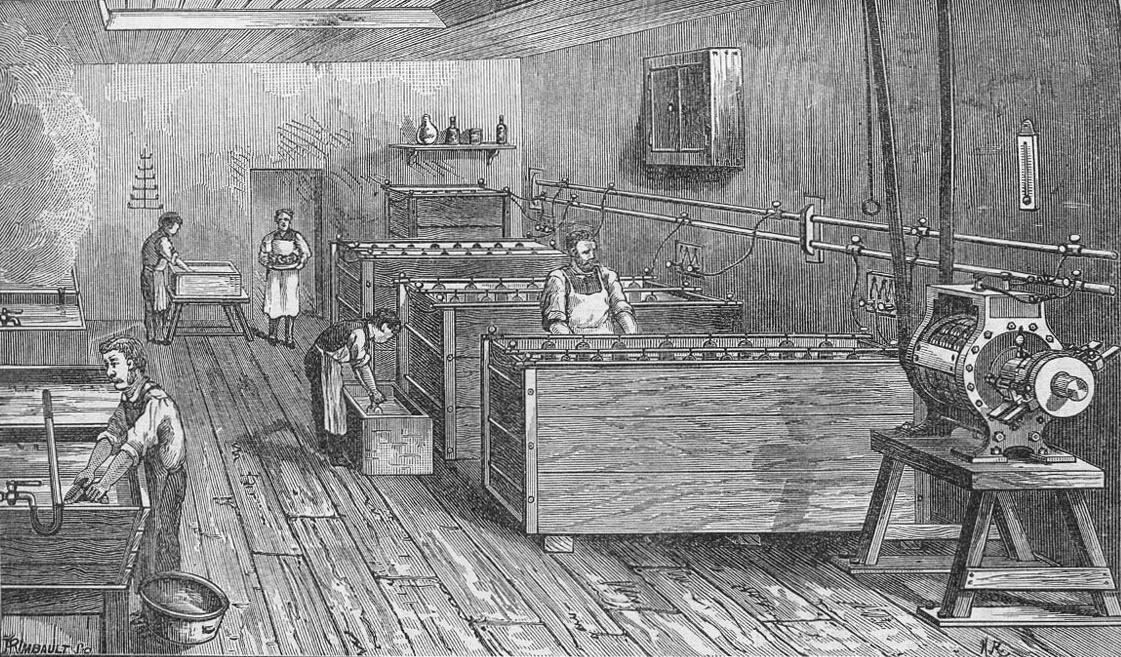
Dílna na poniklování v roce 1911

Nikl se používá pro galvanické pokovování pomocí Wattsovy lázně, což je elektrolytický článek s niklovou anodou a elektrolytem obsahujícím síran nikelnatý, chlorid nikelnatý a kyselinu boritou. 
Druhou možností je bezproudé niklování (samokatalyzující proces), které nabízí mnoho výhod. Je to jednotná tloušťka vrstvy na nejsložitějších površích, přímé pokovování železných kovů (oceli), vynikající odolnost proti opotřebení a korozi ve srovnání s galvanicky pokoveným niklem nebo chromem. Velká část chromování prováděného v leteckém průmyslu by mohla být nahrazena bezproudým niklováním. 